# Commanderie d'Omerville
La commanderie d'Omerville, également appelée commanderie de Louvières ou encore commanderie de Louviers-Vaumion, est une commanderie hospitalière située à Omerville dans le département du Val-d'Oise en région Île-de-France.

## Description géographique
Omerville est une commune française située dans le département du Val-d'Oise et la région Île-de-France, à une cinquantaine de kilomètres au nord-ouest de Paris. Le village se situe sur le rebord du plateau du Vexin français et domine la rive sud de l'Aubette de Magny.
La commanderie était située au nord du village, dans l'enceinte de l'actuelle ferme de Louviers, et s'étendait de l'actuel lieu-dit du Vaumion sur la commune d'Ambleville, jusqu'à la ferme de Louvières sur la commune d'Omerville, sur la route de Magnitot.

## Historique
En 1181, Gaudefroy d'Ambleville fait don à l'ordre de Saint-Jean de Jérusalem de la maison du Vaumion, qui comporte alors une ferme, une église, et quelques terres. En 1212, les domaines de Louvières et de Gerville, commune d'Omerville, sont achetés par les Hospitaliers, à Gauthier et Raoul de Louvières. Cette transaction fut validée la même année par Philippe-Auguste. La « maison » de Louvières et de Vaumion n'est pas encore une commanderie.
À la suite du concile de Vienne de 1312, la commanderie de Villedieu-les-Maurepas, appartenant aux Templiers et située à Élancourt, fut placée sous l'obédience du domaine de Louviers-Vaumion. Après la guerre de Cent Ans, le domaine ne pouvant plus subvenir à ses besoins, il fut rattaché en 1474, avec l'autre commanderie templière de Villedieu, à l'hôpital Saint-Jean-de-Latran à Paris dépendant du grand prieuré.
C'est en 1633 que la commanderie de Louviers-Vaumion est réellement créée. La prospérité des Hospitaliers étant revenue, une réorganisation complète des commanderies est opérée, et Louviers-Vaumion est bâtie à partir de membres détachés des commanderies (commanderie de Cernay et commanderie de Villedieu-les-Maurepas) et de l'ancienne maison de Louvières et du Vaumion.
Jusqu'à la Révolution française, quarante-deux commandeurs se succèdent à sa tête. Elle sera vendue comme bien national en 1791.
Seules subsistent aujourd'hui des caves voûtées d'ogives à nervures chanfreinées, quelques murs et les restes d'une tour, qui ont fait l'objet d'une inscription aux monuments historiques en 1926.

### Commandeurs Hospitaliers
| Nom du commandeur                         | Dates     |
| ----------------------------------------- | --------- |
| ?                                         | ?         |
| Jacques de Souvré                         | 1644-1670 |
| Henri de La Salle                         | 1670-1678 |
| Pierre de Culan, seigneur de la Brosse    | 1678-1684 |
| François de Noue de Villers               | 1684-1691 |
| Louis de Feydeau de Vaugien               | 1691-1693 |
| Jacques de Noailles                       | 1693-1696 |
| Alexandre César Do                        | 1696-1709 |
| Francois le Maire de Parisis-Fontaine     | 1709-1717 |
| Adam-Claude Le Tellier                    | 1717-1722 |
| Joseph de Laval-Montmorency               | 1722-1734 |
| Alexandre-Thomas Dubois de Givry          | 1734-1741 |
| Joseph de Lancry-Pronleroy                | 1741-1751 |
| Jean-Charles de Rupières de Bois-Roger    | 1751-1771 |
| Louis-François de Paule                   | 1771-1778 |
| Lefebvre d'Ormesson                       | 1678-1683 |
| Jacques-Armand de Rogres de Champignelles | 1783-1789 |

### Possessions
En 1633, les Hospitaliers décident de réunir les commanderies de Louviers et de Vaumion en y incluant les biens de l'ancienne commanderie de la Villedieu-les-Maurepas, le temple de La Brosse, le Terrier de Cernay et la maison de Bellay-en-Thelle,. C'est la ferme de Louvières qui en devient le chef-lieu.

## La croix monumentale d'Omerville

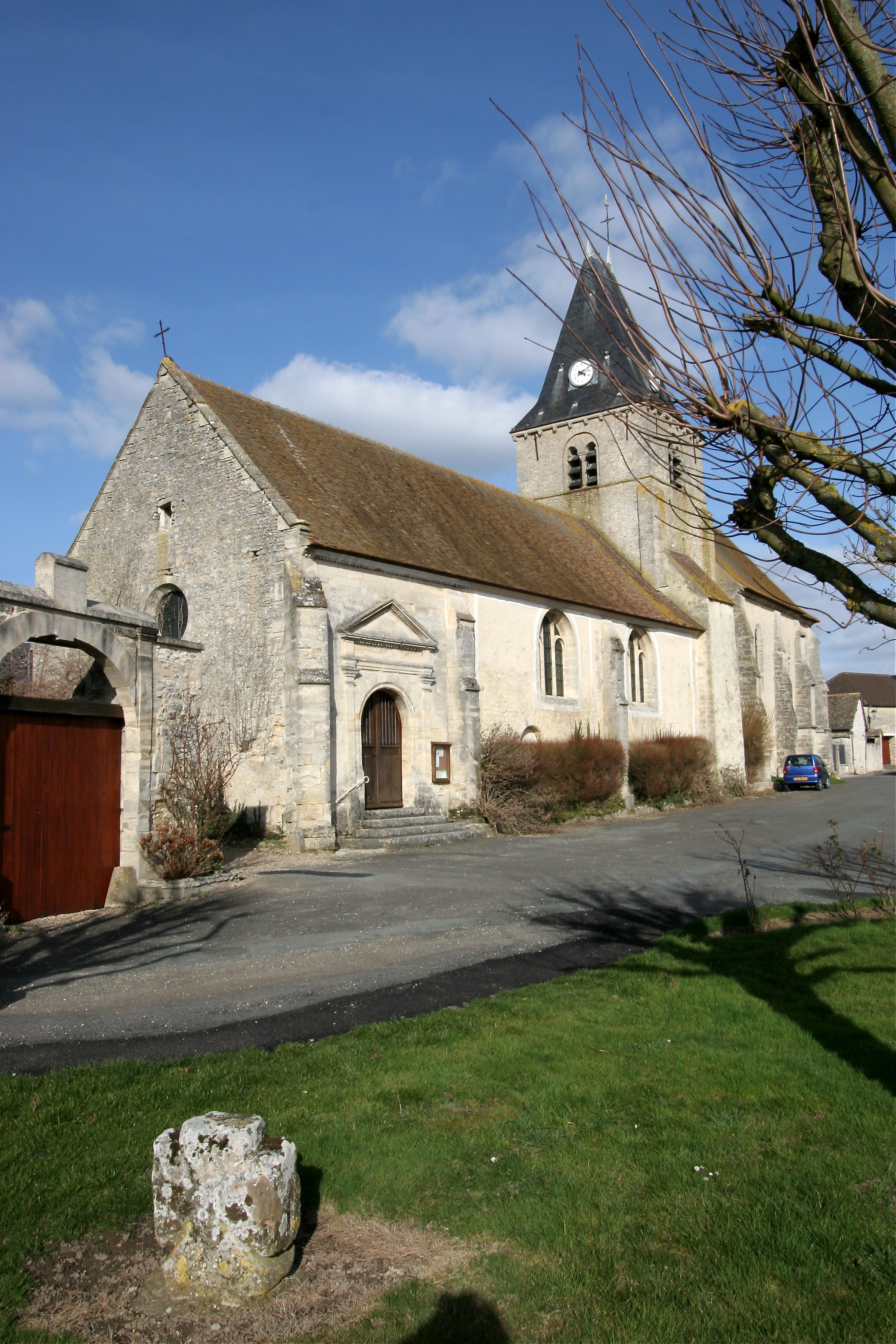
croix pattée (au premier plan)
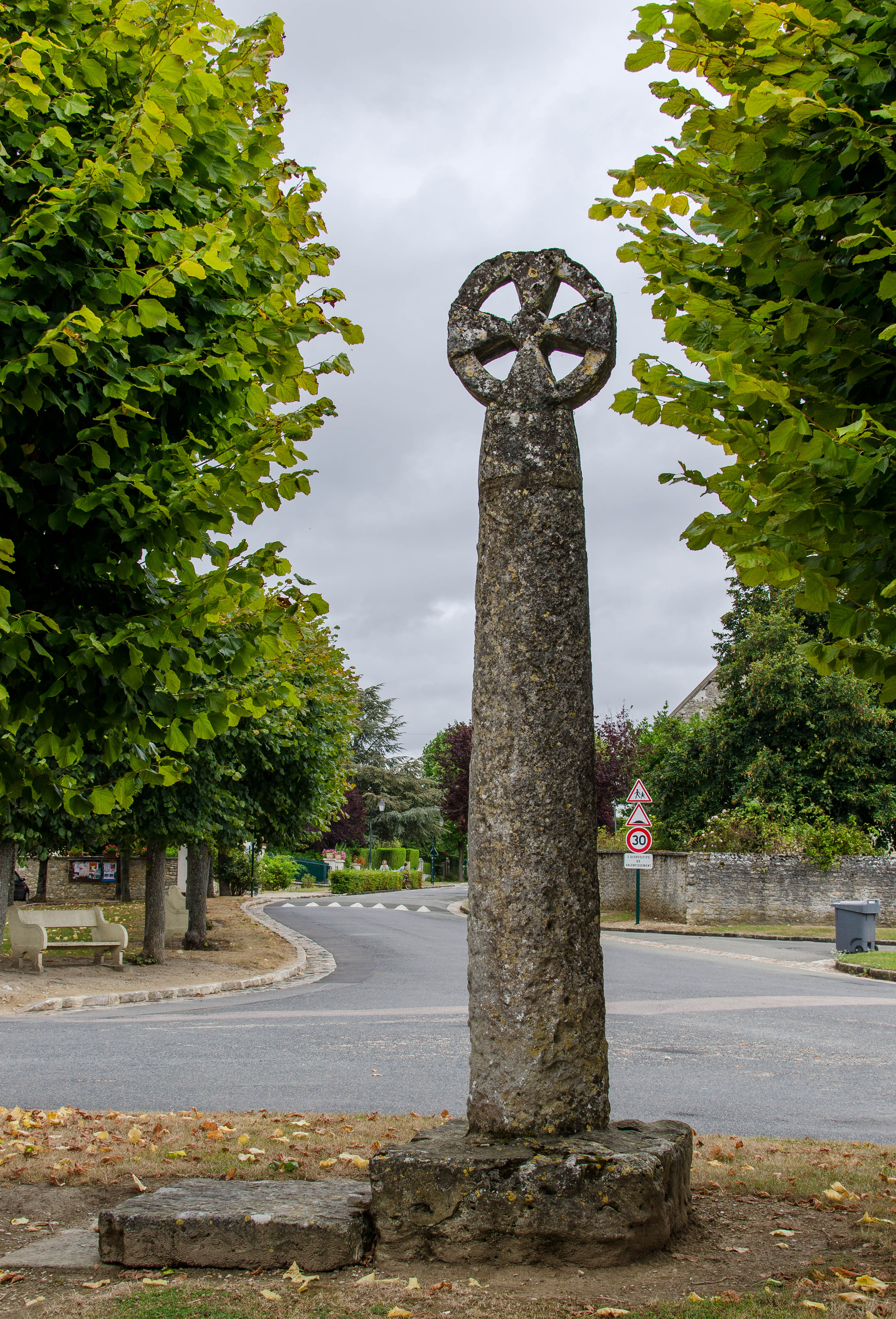
croix "fromage" sur la Place St Martin
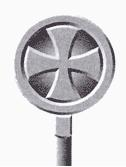
Abascus, sceptre que portait le grand maître des templiers.
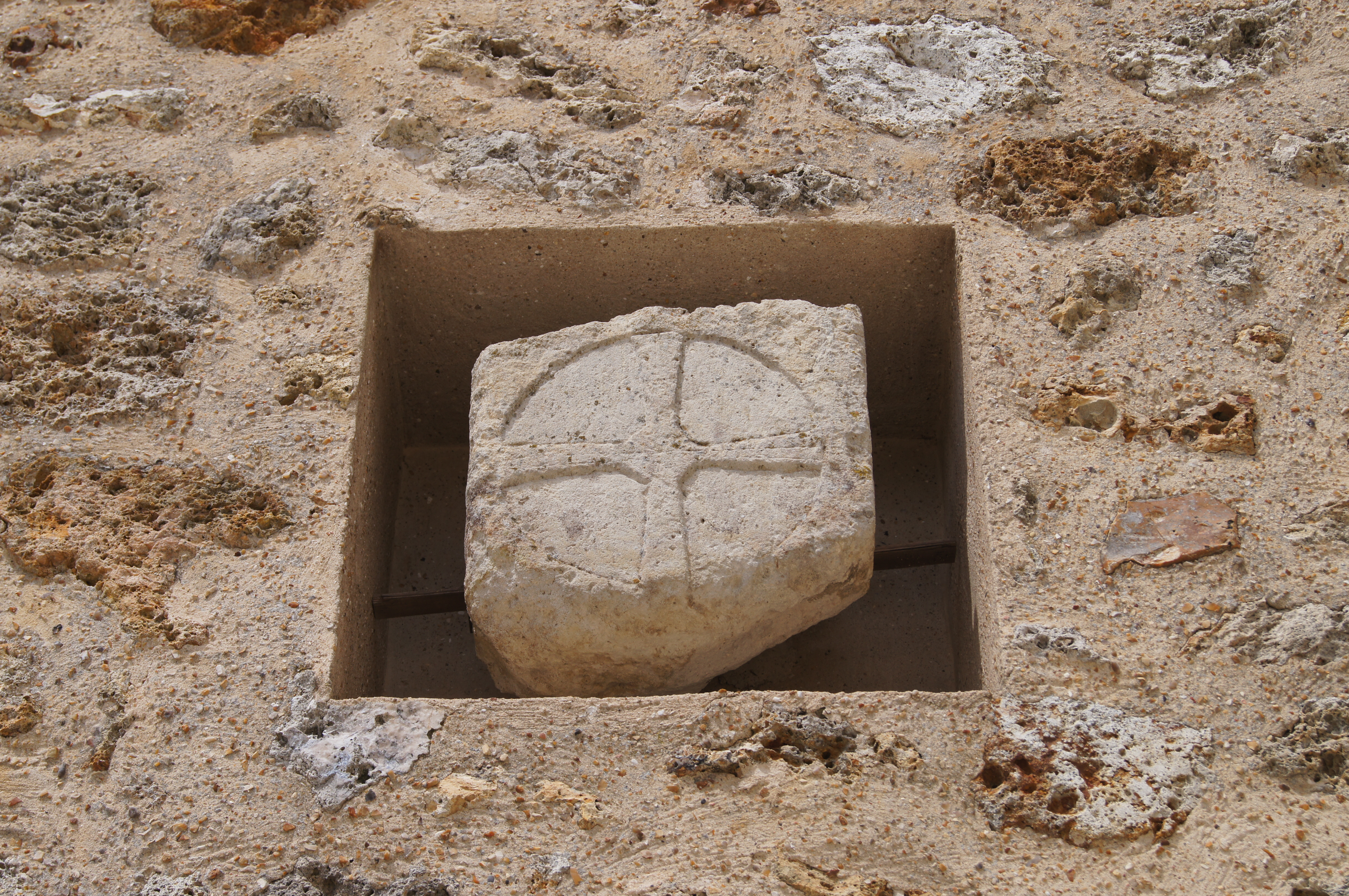
Borne templière de la Commanderie de la Villedieu

Le village possède plusieurs croix : une petite croix pattée de 52 cm de haut sur la place de l'église, originellement à la sortie du village ; un calvaire du XVe siècle dans le cimetière, et une croix latine dite « croix quatre pieds », à la sortie du village en direction de Magny-en-Vexin.
Mais la plus étonnante est la croix pattée cerclée dans un disque de pierre portée par une colonne monolithe de 2,50 m sur la place du village, rebaptisée « croix fromage »,  Classé MH (1927) ), car un marché aux fromages s'était établi place Saint Martin au XIXe siècle. Les Omervillois la voient comme étant issue de la commanderie de Louviers-Vaumion, mais aucune symbolique des Hospitaliers ne semble correspondre à ce type de croix cerclée. Par contre, a été retrouvée dans les années 70 lors des travaux de restauration de la Commanderie de la Villedieu-Maurepas, une borne gravée sur les deux faces d'une croix templière inscrite dans un cercle. Tout comme à Westerdale ou à Arveyres, ces croix servaient de bornes territoriales, et ne sont pas sans rappeler la croix fromage d'Omerville.
Son origine pourrait être donc la commanderie templière de la Villedieu, sa forme se rapprochant de celle de l'abacus, ou abascus (de), dont une des définitions est la suivante : « Sorte de sceptre que portait le grand maître des templiers. Il tenait à la main ce singulier abacus, ou bâton de commandement, avec lequel on représente souvent les templiers. Ce bâton avait à son extrémité supérieure une plaque circulaire sur laquelle était gravée la croix de l’ordre entourée d’un cercle ou orle, comme disaient les hérauts ». Le maître du Temple possédait un emblème particulier, à la fois bâton de commandement spirituel et temporel, proche de la crosse pastorale de l'évêque, l'abacus. La Règle prescrit que, devant ce symbole, tous les Templiers doivent se tenir à trois pas et s'incliner, et qu'ils ne doivent jamais la toucher.
Ce privilège de pouvoir porter l'abascus fut obtenu par Bertrand de Blanchefort, dit aussi Bertrand de Blanquefort, maître de l'ordre du Temple d'octobre 1156 au 2 janvier 1169. Il est originaire de Guyenne et le pape Clément V, qui bien plus tard interdira l'ordre du Temple, est apparenté à sa famille. Il introduisit, dans la Règle, la réforme des « retraits » et obtint du pape Alexandre III, pour les maîtres de l'ordre, le droit de porter dorénavant le titre de « maître par la grâce de Dieu » et de détenir un bâton de commandement, l'abacus.